# Oxyrhopus erdisii
Oxyrhopus erdisii là một loài rắn trong họ Rắn nước. Loài này được Barbour mô tả khoa học đầu tiên năm 1913.